# Bananenbar

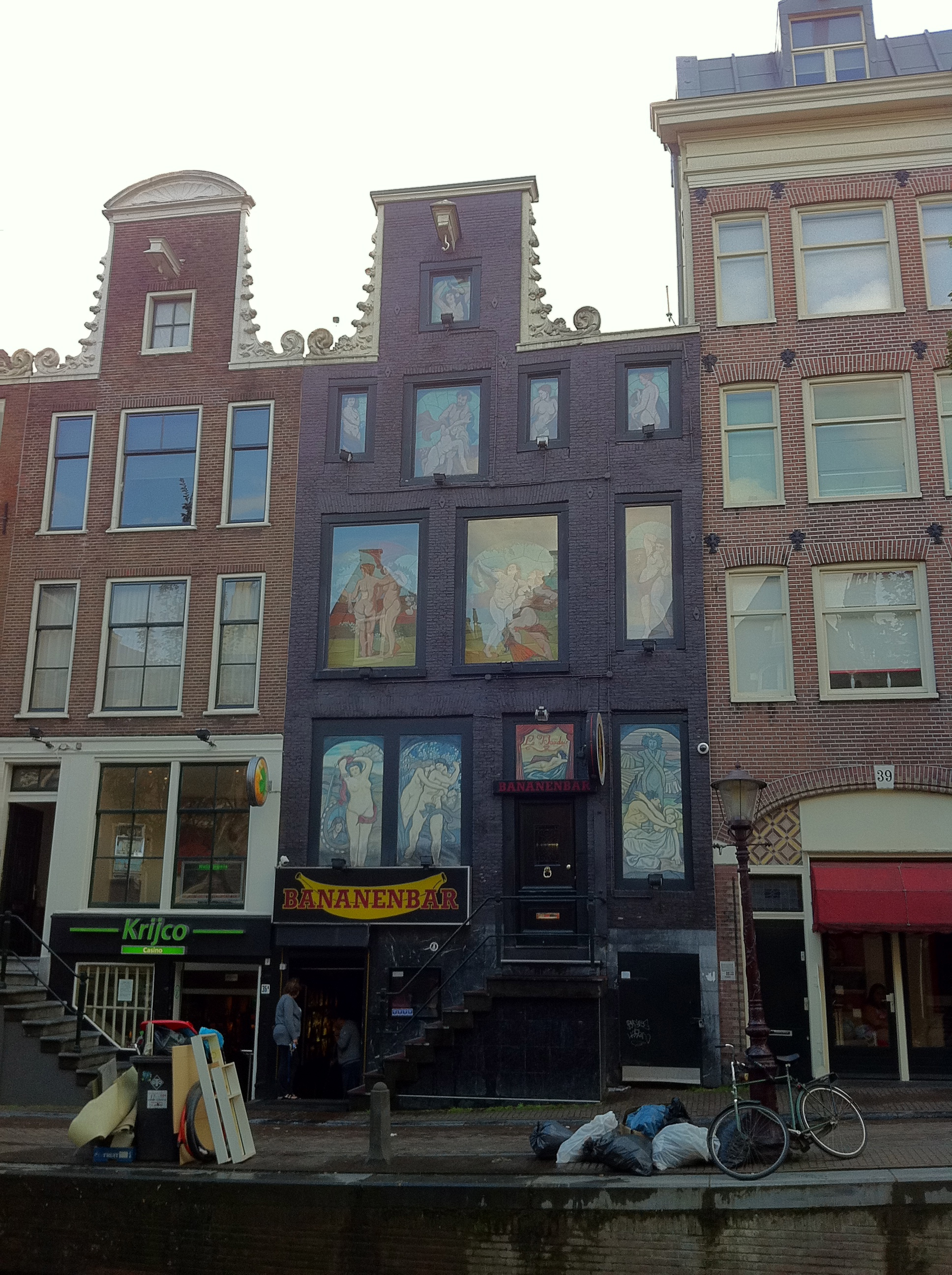
De Bananenbar

De Bananenbar is een erotische uitgaansgelegenheid op de wallen in Amsterdam. De inrichting is gevestigd in een 18e-eeuws pand aan de Oudezijds Achterburgwal dat opgenomen is in het register van rijksmonumenten. Het was eerder het zogenoemde Boudoir van de Satanskerk.

## Gang van zaken
Wie de Bananenbar bezoekt betaalt een bedrag voor een uur waarbij dan drank wordt geserveerd door topless serveersters of animeermeisjes. Als er extra wordt betaald krijgt men een erotisch "showtje", waarbij bananen een grote rol spelen. De animeermeisjes stoppen de bananen onder meer ter seksuele opwinding van het cliënteel in hun mond of vagina. De bezoekers zijn voornamelijk heteroseksuele mannen. De Bananenbar is onder andere een bestemming voor vrijgezellenavonden. 
Seksondernemer Jan Otten was eigenaar van de Bananenbar sinds 1998, hij bezat ook seksclub Casa Rosso en een aantal peepshows. Sinds zijn overlijden heeft zijn weduwe Diana Jabbour - Otten de zaken overgenomen. Toen Otten de zaak overnam vond hij de naam 'Boudoir' ouderwets klinken. Omdat de werkneemsters er shows met bananen deden in 'nonnenkleding' besloot hij de naam te veranderen in 'Bananenbar'.
In 2008 maakte de gemeente Amsterdam bekend dat de Bananenbar mogelijk zou moeten sluiten, net als Casa Rosso. Volgens de gemeente vonden er in de Bananenbar criminele activiteiten plaats zoals witwassen. Otten en zijn medewerkers verzetten zich tegen een sluiting. Eind november 2009 werd duidelijk dat de zaken open konden blijven. Otten heeft de verdenkingen weten te weerleggen. Daardoor hebben zijn seksbedrijven toch een vergunning gekregen.